# Protapion apricans
Protapion apricans é uma espécie de insetos coleópteros polífagos pertencente à família Apionidae.
A autoridade científica da espécie é Herbst, tendo sido descrita no ano de 1797.
Trata-se de uma espécie presente no território português.